# 沙倫 (紐約州)
沙倫（英語：Sharon）是一個位於美國紐約州斯科哈里縣的鎮。

## 人口
根據2020年美國人口普查的數據，沙倫的面積為101.43平方千米，當中陸地面積為101.17平方千米，而水域面積為0.25平方千米。當地共有人口1697人，而人口密度為每平方千米17人。